# Jean-Claude Largeau
Pour les articles homonymes, voir Largeau.
Jean-Claude Largeau (né le 6 avril 1949 à Nantes) est un coureur cycliste français, professionnel de 1971 à 1975.

## Biographie
Le coureur ligérien, sociétaire de l' U.C. Saint-Herblain, réalise, au terme de sa carrière d'amateur, une performance méritoire en remportant la course contre-la-montre du Grand Prix de France organisée en 1970 à Saint-Jean-de-Monts et Saint-Hilaire-de-Riez. Il parcourt les 52 km de l'épreuve en 1 h 16 min 39 s en devançant notamment le champion du monde sur route amateur, le danois Jørgen Schmidt (deuxième), et Régis Ovion (cinquième),.

## Palmarès
- 1968
  - Championnat de l'Atlantique-Anjou
  - 3e étape du Tour d'Eure-et-Loir
  - 4e étape du Tour de la Manche
  - 3e de Redon-Redon
- 1969
  - 2e du Circuit de la Vallée de la Loire
  - 3e de la Ronde mayennaise
- 1970
  - Grand Prix de France
  - 3e de la Ronde mayennaise
  - 3e de Paris-Orléans
- 1971
  - 3e étape du Tour du Portugal
- 1972
  - 3e étape du Tour d'Indre-et-Loire
- 1973
  - Grand Prix de Plouay
- 1976
  - Tour des Mauges :
    - Classement général
    - 1re et 2e (contre-la-montre) étapes

  - 1re étape du Circuit de Bretagne Sud
  - 3e du Tour d'Ille-et-Vilaine
- 1977
  - Ronde finistérienne
- 1978
  - Trophée Philips
  - Prologue du Tour d'Ille-et-Vilaine
  - 3e étape des Trois Jours des Mauges
  - 2e des Trois Jours des Mauges
  - 3e du Tour d'Ille-et-Vilaine

## Résultats sur les grands tours

### Tour de France
2 participations
- 1972 : 46e
- 1973 : 49e